# Mads Sørensen
Mads Sørensen (født 1. januar 1978) er en dansk kommunalpolitiker og tidligere minkavler, der siden 1. januar 2022 har været borgmester i Varde Kommune. Fra 1. januar 2014 har han siddet i byrådet i Varde Kommune, valgt for Venstre. Mads Sørensen har i sit civile liv arbejdet som minkavler, indtil han stoppede i forbindelse med Minksagen. Herefter blev han i januar 2021 valgt som spidskandidat for Venstre i Varde Kommune, da Erik Buhl Nielsen i efteråret 2020 havde meddelt, at han ikke genopstiller. Valget af Mads Sørensen som spidskandidat var omgærdet af splid, da virksomhedsejere i Varde Kommune betalte ansatte for at melde sig ind i partiet op til opstillingsmødet, hvilket Sørensen dog ikke selv var indblandet i. I byrådet i 2018-2021 var Sørensen udvalgsformand for Udvalget for Kultur og Fritid.
I forbindelse med Minksagen gjorde Sørensen sig også offentligt bemærket, da han var en af de minkavlere, der i første omgang nægtede at aflive sine mink trods hasteloven herom. Efterfølgende måtte Sørensen dog også aflive sine mink, da følgeerhvervene som fodercentralen lukkede.